# Pseudadenia vitosana
Pseudadenia vitosana är en orkidéart som först beskrevs av Helmut Baumann, och fick sitt nu gällande namn av Olivier Gerbaud och W.Schmid. Pseudadenia vitosana ingår i släktet Pseudadenia och familjen orkidéer. Inga underarter finns listade i Catalogue of Life.